# Astragalus densus
Astragalus densus es una especie de planta del género Astragalus, de la familia de las leguminosas, orden Fabales.

## Distribución
Astragalus densus se distribuye por Uzbekistán y Turkmenistán.

## Taxonomía
Fue descrita científicamente por Popov. Fue publicada en Trudy Sredne-Aziatsk. Gosud. Univ., Ser. 8b, Bot. 3: 43 (1928).